# Eliurus tanala
Eliurus tanala és una espècie de mamífer rosegador de la família dels nesòmids. És endèmic de l'est de Madagascar, on viu a altituds d'entre 410 i 1.625 msnm. Grimpa als arbres. Els seus hàbitats naturals són els boscos humits tropicals situats a les faldes de les muntanyes i els boscos montans. Està amenaçat per la transformació del seu medi per a usos agrícoles. El seu nom específic, tanala, es refereix al grup ètnic dels tanala, que viuen al sud-est de Madagascar.